# Andy Warhol
Andy Warhol (Pittsburgh, 1928. augusztus 6. – New York, 1987. február 22.) amerikai képzőművész. Egyike volt azon amerikai képzőművészeknek, akik központi figurájává váltak a pop-art irányzatnak. Sikeres reklámrajzoló karrierje után Warhol világhírnévre tett szert mint festő és avantgarde filmkészítő.

## Élete
Andy Warhol az amerikai popkultúra egyik legnagyobb alakja 1928. augusztus 6-án Andrew Warhola néven született Pittsburghben, és 1987. február 22-én hunyt el New Yorkban. Szülei, Ondrej (Andrew) Warhola (1888–1942) és Julia Zavacky (1892–1972) ruszinokhoz tartozó lemkók, 1909-ben házasodtak össze, a magyarországi Mezőlaborcból (szl. Medzilaborce), (ma: Kelet-Szlovákia) vándoroltak ki Amerikába. Két idősebb testvére volt, Paul és John. László Károly egy filminterjúban megemlítette, hogy Warhol édesanyjával magyar-ruszin keveréknyelven beszélt. (Az édesanya sosem tanult meg angolul). Warhol 1934-ben kezdte el az általános iskolát. Tehetséges gyerek volt, de a vitustánc nevű betegség miatt fiatalkorában jó időre ágyhoz volt kötve. 1942-ben apja meghalt. Az utolsó kívánsága az volt hogy a család megtakarított pénzét Andrew tanulmányaira fordítsák. Kívánsága teljesült, Andy beiratkozott a Carnegie Institute-ba, és arról álmodozott, hogy kereskedelmi művész lesz.

### Szexualitása
Warhol nyíltan felvállalta homoszexualitását. Sok ember hitte róla, hogy "aszexuális" és hogy csak egy "kukkoló", de ezekről a feltételezésekről az életrajzírók (mint például Victor Bockris) lerántották a leplet.
Pályafutása során erotikus fényképeket alkotott és meztelen férfiakról készített rajzokat. Számtalan híres munkájának (Liza Minnelli, Judy Garland, Elizabeth Taylor portréi és filmjei, mint a Felláció, Az én kurvám és a Magányos cowboyok) a meleg szubkultúra, illetve a szexualitás összetettsége és a szexuális vágy volt a forrása.

### New York-i kommuna
Andrew, miután diplomát szerzett, 1949-ben New Yorkba költözött. Egyik ismerősével, Philip Pearlsteinnel közösen bérelt egy lakást, majd egy kommunában élt. Ez az időszak az absztrakt művészet alkonya volt. Warhola ekkor még csak cipőreklámokat rajzolt, áruházi kirakatokat rendezett, és lapoknak dolgozott. Miután New Yorkba érkezett, nevét Warholáról Andy Warholra változtatta. Egyik barátja így emlékszik az akkori Warholra: „Noha úgy 19 éves lehetett, fiatalabbnak nézett ki. És olyan félénk volt – ritkaságszámba ment, ha egyáltalán megszólalt. A kommunában lakó egyik lány annyira dühös lett rá emiatt, hogy hozzávágott egy tojást. Épp a fején találta.” 1950-ben Pearlstein megnősült, Warhol és Philip útjai elváltak. Ezután még sok lakótársa volt, de mikor már állandó lakhelyet talált (1952), anyjáért küldetett és vele lakott majdnem anyja élete végéig. Andy első önálló kiállítása 1952-ben volt az Hugo Gallery-ben. 1957-re elég ismert reklámszakember lett ahhoz, hogy neki adják az Art Directors' Club Medalt. Andy munkássága során tökéletesen elsajátította a mechanikus reprodukció eljárásának fortélyait, és maga is kidolgozott saját technikákat. Az 1950-es évek végén már rendszeresen kiállított.
1960-ban újságokból és képregényekből készített festménysorozatot. E munkái kirakatdekorációként jelentek meg az 57. utcai Bonwit Teller áruházban 1961 áprilisában, de egyetlen nagy múltú galéria sem fogadta be. Warhol az egyik barátja tanácsára elkészítette első dollárbankókat és Campbell-féle leveskonzerveket ábrázoló festményeit. Majd Marilyn Monroe eredeti fényképek alapján alkotott portréi következtek. A Campbell-féle leveskonzerveket 1962-ben állították ki Los Angelesben, ősszel pedig a New York-i Stable Galériában nyílt nagy sikerű tárlata. A Keleti 47. utcában The Factory (Gyár) néven új műtermet nyitott, és barátai segítségével már tömegesen állította elő selyemszitanyomatos képeit. Műterme megtelt transzvesztitákkal, homoszexuálisokkal, az underground élet domináns egyéniségeivel. Ez a Gyár fénykora: "Ezüstgyárnak" nevezték, mert a fal alufóliával volt borítva. Ez volt Warhol "2. Gyára".

### A filmrendező
1963-ban filmezni kezdett. Legtöbb filmje az unalomról szólt. Warhol így nyilatkozott a mozgóképeiről: „Én szeretem az unalmas dolgokat. Az is szórakoztat, ha csak ülök, és kifelé bámulok az ablakon. Csak idő kérdése. Mindig lehet látni embereket, akik folyton az ablakból bámészkodnak. És ha nem az ablakból mozizom, akkor egy üzletben ülök, és onnan figyelem az utcát. A film számomra nem más, mint az időtöltés egyik módja.”
1968 júniusában Warholra rálőtt egy labilis idegzetű fiatal nő, Valerie Solanas, aki Warhol Biciklisfiú című filmjében szerepelt. Solanas, a S.C.U.M. (Society for Cutting up Men) alapítója – és egyetlen tagja – aki a tette után pár órával feladta magát a rendőrségen. Warhol életveszélyes állapotban volt, az orvosok 50% esélyt adtak neki a túlélésre, de szerencséjére felépült. Warholra jellemző, hogy később mutogatta sérülése nyomait. Továbbra is rengeteget dolgozott. Lelkesen járt társasági összejövetelekre, amelyekről halála után megjelent naplójában – melyet Pat Hackett állított össze –, is beszámolt. Egyik fő jövedelemforrása egy német üzletember által folyamatosan rendelt portrésorozat volt.
1981-ben szerepelt a londoni Royal Academy által Új szellemiség a festészetben címmel megrendezett kiállításon. Közös tárlata nyílt Le Roi Neimannel és a fiatal graffitifestővel, Jean Michel Basquiattal. Mikor először találkoztak Warhol elfutott, félt a feketéktől, de később jó barátságban lettek.

### Halála
Warhol 58 évesen halt meg egy epehólyagműtét utáni komplikációban a New York-i közkórházban. Rettentően félt a kórházaktól, egyik ismerőse elmondása alapján, ha meglátott egy kórházat előfordult, hogy átment a másik oldalra.  Újsághírek szerint egy epehólyaggal kapcsolatos rutinműtétből gyógyult fel éppen, amikor a kórházi személyzet elfelejtette megfelelően szemmel tartani az állapotát és emiatt túl sok vizet kapott intravénás infúzió formájában. Ettől vízmérgezést kapott, amitől 1987. február 22-én, reggel 6:32 perckor, szívroham következtében, álmában elhunyt. Ezt követően Warhol ügyvédei azonnal beperelték a kórházat gondatlanság miatt. A diagnózist és az operációt megelőzően Warhol késleltette a visszatérő epehólyag problémáinak felülvizsgálatát, mivel félt kórházba menni és tartott az orvosi kivizsgálástól.
Holttestét Pittsburghbe vitték vissza, hogy bátyja eltemesse. A halottvirrasztás a Thomas P. Kunsak temetkezési házban volt, nyitott koporsós ceremónia keretében. A koporsó egyszerű bronz érckoporsó volt, arany lemezborítású sínekkel díszítve, belül fehér kárpitozással. Warhol fekete kasmír öltönyt, platina parókát és napszemüveget viselt. A kezében egy kis imakönyvet és egy vörös rózsát tartott. A gyászliturgiát a Holy Ghost Byzantine Chatolic Churchben tartották Pittsburgh északi részén. A megemlékező beszédet Monsignor Peter Tay tartotta. A kortárs művészek közül Yoko Ono is részt vett a temetésen. A koporsót spárgapáfránnyal és vörös rózsával fedték be.
A szertartás után a koporsót a St. John the Baptist Byzantine Catholic Cemetery (Keresztelő Szent János Bizánci Katolikus Temetőbe) vitték, amely a Bethel Parkban van, Pittsburgh külvárosában. A sírnál a lelkész egy rövid imát mondott, majd szenteltvízzel meghintette az érckoporsót. A koporsó leeresztése előtt Paige Powell egy Interview magazin-másolatot, egy interview-s pólót valamint egy Estée Lauder Beautiful parfümöt helyezett a koporsóra. Warholt az édesanyja és édesapja mellé temették el.

## Filmjei
- Blow Job (Szopás) (1963)
- Eat (1963)
- Haircut (1963)
- Kiss (Csók) (1963)
- Naomi's Birthday Party (1963)
- Sleep (1963)
- 13 Most Beautiful Women (A 13 legszebb... dal Andy Warhol próbafelvételeihez) (1964)
- Batman Dracula (1964)
- Clockwork (1964)
- Couch (1964)
- Drunk (1964)
- Empire (1964)
- The End of Dawn (1964)
- Lips (1964)
- Mario Banana I (1964)
- Mario Banana II (1964)
- Messy Lives (1964)
- Naomi and Rufus Kiss (1964)
- Tarzan and Jane Regained… Sort of (1964)
- The Thirteen Most Beautiful Boys (1964)
- Beauty No. 2 (1965)
- Bitch (1965)
- Camp (1965)
- Harlot (1965)
- Horse (1965)
- Kitchen (1965)
- The Life of Juanita Castro (1965)
- My Hustler (Selyemfiúm) (1965)
- Poor Little Rich Girl (1965)
- Restaurant (1965)
- Space (1965)
- Taylor Mead's Ass (1965)
- Vinyl (1965)
- Screen Test (1965)
- Screen Test No. 2 (1965)
- Kiss Death (1965)
- Ari and Mario (1966)
- Hedy (1966)
- Kiss the Boot (1966)
- Milk (1966)
- Salvador Dalí (1966)
- Shower (1966)
- Sunset (1966)
- Superboy (1966)
- The Closet (1966)
- Chelsea Girls (Chelsea-lányok) (1966)
- The Beard (1966)
- More Milk, Evette (1966)
- Outer and Inner Space (1966)
- The Velvet Underground and Nico (1966)
- The Andy Warhol Story (1967)
- Tiger Morse (1967)
- Imitation of Christ (1967)
- The Nude Restaurant (A meztelen étterem) (1967)
- Bike Boy (1967)
- I, a Man (Én, a férfi) (1967)
- San Diego Surf (1968)
- The Loves of Ondine (1968)
- Blue Movie (1969)
- Lonesome Cowboys (Magányos cowboyok) (1969)
- L'Amour

## Magyarul megjelent műve
- Andy Warhol filozófiája. A-tól B-ig és vissza; ford. Halász Péter; Konkrét Könyvek, Bp., 2004